# 7355 Боттке
7355 Боттке (7355 Bottke) — астероїд головного поясу, відкритий 25 квітня 1995 року.
Тіссеранів параметр щодо Юпітера — 3,592.